# شیدی پانزدهم
شیدی پانزدهم آلبومی از شیدی رکوردز است که در ۲۴ نوامبر ۲۰۱۴ منتشر شد.
این آلبوم در چارت‌های بیلبورد بهترین آلبوم گردآوری‌شده، بهترین آلبوم رپ و هیپ هاپ، بهترین آلبوم کانادا و بهترین آلبوم استرالیا در رتبه اول قرار گرفت.